# Алексюк Анатолій Миколайович
Анатолій Миколайович Алексюк (14 червня 1932 — 2014) — український науковець у галузі педагогіки вищої школи. Доктор педагогічних наук, професор. Академік-засновник АН ВШ України від 1992 року.

## Біографічні дані
Народився в селі Олізарка Мархлевського району Волинської округи (нині — Житомирська область).

## Освіта
- Коростишівське педагогічне училище (1951)
- КДУ ім. Т. Шевченка, філософський факультет (1957) за спеціальністю «філософія і історія» з присвоєнням кваліфікації філософа, історика, учителя історії середньої школи.

Кандидат наук (1963). У 1974 захистив докторську дисертацію з теорії загальних методів навчання

## Кар'єра
- 1957—1959 — працював учителем середньої школи с. Цибулів Монастирищенського району Черкаської обл.
- З 1959 р. — аспірант, з 1965 по 1968 р. — в. о. доцента, доцент кафедри педагогіки КДУ ім. Т. Шевченка.
- 1968—1972 — заступник міністра освіти УРСР.
- 1972—1977 — завідувач кафедри педагогіки КДУ ім. Т. Шевченка.
- з 1977 р. — професор кафедри педагогіки.

В останні роки — провідний науковий співробітник Інституту педагогіки і психології професійної освіти НАПН України.
Підготував 28 кандидатів і докторів наук.

## Науковий доробок
Опублікував понад 250 науково-педагогічних праць, серед яких:
- «Загальні методи навчання у школі» (1973, 1981),
- «Педагогіка вищої школи: Курс лекцій: Модульне навчання» (1993)
- " Педагогіка вищої освіти України. Історія. Теорія. (1998)

## Відзнаки
- Лауреат Нагороди Ярослава Мудрого АН ВШ України (1995).